# Даурский район
Даурский район — бывший район на территории Красноярского края, существовавший с 02.02.1935 по 27.06.1962.
Административный центр — село Даурск.
Занимал всю восточную и юго-восточную половину нынешнего Балахтинского района.

## Административное деление
Даурский район включал следующие сельсоветы:
- Александровский сельсовет: Александровка, лесоучасток Голышиха
- Вознесенский сельсовет: Вознесенка, Комзол, Ново-Николаевка, пасека к-за «Союз рабочих и крестьян»
- Даурский сельсовет: Даурск
- Дербинский сельсовет: Дербино, Лесной кордон, Красный
- Донниковский сельсовет: Донникова, Бюза, пос. Канифольного завода, Кандерла, пасеки колхоза «Пчела», «Союз рабочих и крестьян»
- Езагашский сельсовет: Езагаш, Бл. Луч
- Ермолаевский сельсовет: Ермолаево, Усть-Погромная, Черёмушка, Алга, Двоеустье, Поперечка, хим.завод, кордон Куртюл
- Ижульский сельсовет: Ижуль, колх. Ферма Ижуль, ферма Ижуль м/м/с-за
- Караульский сельсовет: Караульная
- Коляженский сельсовет: Коляжиха, Михайловка, ф. Сухая м/м/с-за
- Красноключинский сельсовет: Красный Ключ, пасеки к-зов «Заря», «Искра», им. Сталина, лесной кордон райлесхоза, Огоньки, пасека к-за «15 лет Октября»
- Мало-Лопатинский сельсовет: Мало-Лопатино, ф. Красная, Ямская, Центральная Балахтинского м/м/с-за, пасека колхоза «Ленинский путь»
- Огурский сельсовет: Огур, Кумырка, Борсугаш
- Ошаровский сельсовет (в 1961 переименован в Совхозный): Ошарово, мельница Крол, Масленский и лесной кордоны, сплавучасток
- Покровский сельсовет: Покровка, Конжул, Рязанка,Точильная, Суханоково, Кижарт
- Потаповский сельсовет: Потапово, Толгат, Дорошкеево
- Сисимский сельсовет: Сисим, Коряково, Кичибаш
- Смоленский сельсовет: Смоленка
- Усть-Дербинский сельсовет: Усть-Дербино, пос. ЛПХ, Кривляк

## История района
Даурский район образован 2 февраля 1935 года из частей Красноярского (север), Балахтинского (центр) и Новосёловского (юг) районов Красноярского края.
Село Даурское было расположено на левом берегу р.Енисей, в 142 км от Красноярска и являлось райцентром Даурского района. Ближайшая железнодорожная станция — Ужур (180 км.); непосредственно в селе имелась пристань.
Промышленность была представлена маслозаводом, мельницей, райпромкомбинатом, производствами райпотребсоюза. Имелся пункт «Заготзерно» и в 3 км от райцентра располагалась нефтебаза.
По состоянию на 01.07.1955 г. в селе насчитывалось 684 основных строений домового фонда (535 — частновладельческий фонд, 149 — обобществлённый). Все строения, за исключением здания Дома Культуры, бревенчатые, в основном одноэтажные, фонд довольно изношенный.
В райцентре проживало 2929 человек. Водопровода и канализации не было. Районный центр был электрифицирован: имелась коммунальная электростанция мощностью 14 кв., протяжённость всех электролиний составляла 8 км.
Поскольку большая часть населенных пунктов Даурского района после возведения Красноярской ГЭС оказывалась затопленной, 27 июня 1962 г. Крайисполкомом было принято решение об упразднении Даурского района. Позднее его территория, наряду с Новосёловским районом вошла в состав Балахтинского. А самой Балахте присвоили статус рабочего посёлка. Для переселенцев были также образованы новые посёлки в Балахтинском районе: Приморск, Даурское, Черёмушки и др.
В 1963 году с 1 января по 15 апреля полностью переселены 7 населённых пунктов: Дербино, Усть-Дербино, Дорошкеево, Езагаш, Бюза, Масленский, Красный. Список деревень, которые сейчас находятся на дне водохранилища гораздо больше. По одним данным их 37, по другим до 50.
К 1 января 1966 в затопляемых населённых пунктах оставалось 3763 человека. Самое большое количество жителей оставалось в Даурске — 589 человек, самое малое — в д. Вознесенка — 23 человека (6 семей). Закончить же переселение из зоны затопления планировалось к 1 марта 1967 года.

## Судьба селений Даурского района
Селения Даурского района, которые были затоплены (год возникновения и год снятия с учёта):
- Большая Речка (1936—1966),
- Борки (1904—1966),
- Бюза (1920—1966),
- Вознесенка (1914—1967),
- Даурск (1720—1967),
- Дербинец (1933—1966),
- Дербино (1722—1966),
- Донниково (1904—1966),
- Дорошкеево (1831—1966),
- Езагаш (1675—1966),
- Ермолаево (1650—1967),
- Залив (?-1966),
- Ижуль (1726—1967),
- Отрадная (ф. Ижульская) (1932—1967),
- Караульная (1762—1967),
- Кижарт (1860—1967),
- Коляжиха (1847—1967),
- Коряково (1727—1967),
- Красный (?-1966),
- Кривляк (1933—1966),
- Кужня (1935—1966),
- Малашка (1932—1966),
- Масленский (1925—1966),
- Михайловка (1911—1966),
- Нежа (1936—1966),
- Острог (1762—1966),
- Ошарово (1820—1966),
- Покровка (1866—1967),
- Потапово (1876—1966),
- Сисим (1627—1967),
- Суханоково (1927—1967),
- Толгат (1918—1967),
- Точильная (1917—1966),
- Усть-Дербино (1917—1967),
- Усть-Погромная (1700—1967),
- Шахабаиха (1946—1967),
- Якушиха (1946—1967).

Список населённых пунктов Даурского района, которые в XX веке стали «неперспективными» или ликвидированы в связи с образованием водохранилища Красноярской ГЭС (год возникновения и год снятия с учёта) :
- Александровка (1881—1972),
- Борсугаш (1932—1976),
- Двоеустье (1935—1966),
- Жулгет (1937-в 60-е годы),
- Кичибаш (1931—1967),
- Комзол (1917—1966),
- Конжул (1917-в 60-е годы),
- Корло (1917—1966),
- Красная (1931—1972),
- Кумырка (1927—1957),
- Лабозная (1940—1966),
- Малолопатина (1627—1976),
- Ново-Николаевка (1917—1967),
- Пашкин Ключ (1947—1966),
- Поперечка (1935-?),
- Рязанка (1917—1966),
- Сухая (1935—1967),
- Тубиль (1935—1977).

Сёла и поселения Даурского района не пострадавшие после затопления (ныне в Балахтинском районе):
- Берёзовка,
- Красный Ключ,
- Куртюл,
- Огоньки,
- Огур,
- Смоленка,
- Щетинкина.

Новообразованные поселения в Балахтинском районе названные в честь старых затопленных посёлков:
- Даурское
- Ижульское.

## Память сегодня
11 октября 2013 в посёлке Приморск на горе Чалпан установили монумент в память о затопленных Красноярской ГЭС деревнях. На открытии монумента присутствовали 153 человека. Монумент представляет собой камень высотой 2,5 м, который доставили из района Ергаков. К камню прикреплена мемориальная табличка с картой затопленных сел и надписями: «Памяти Даурского района» и «Начинался Даурский район здесь: с Караульной и Острога». Недалеко от мемориального камня установлен также памятный крест.

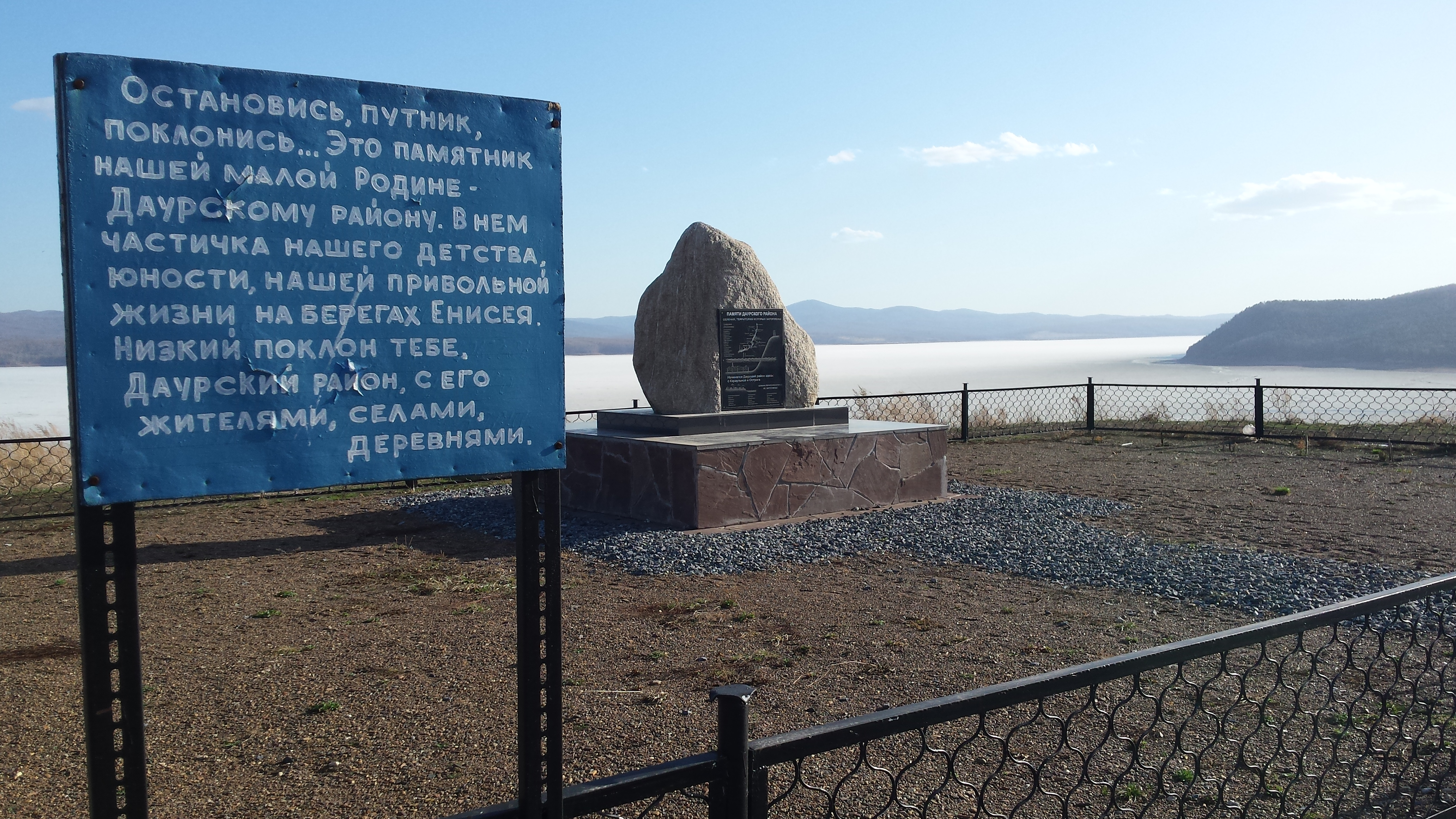
Памятный камень в Приморске
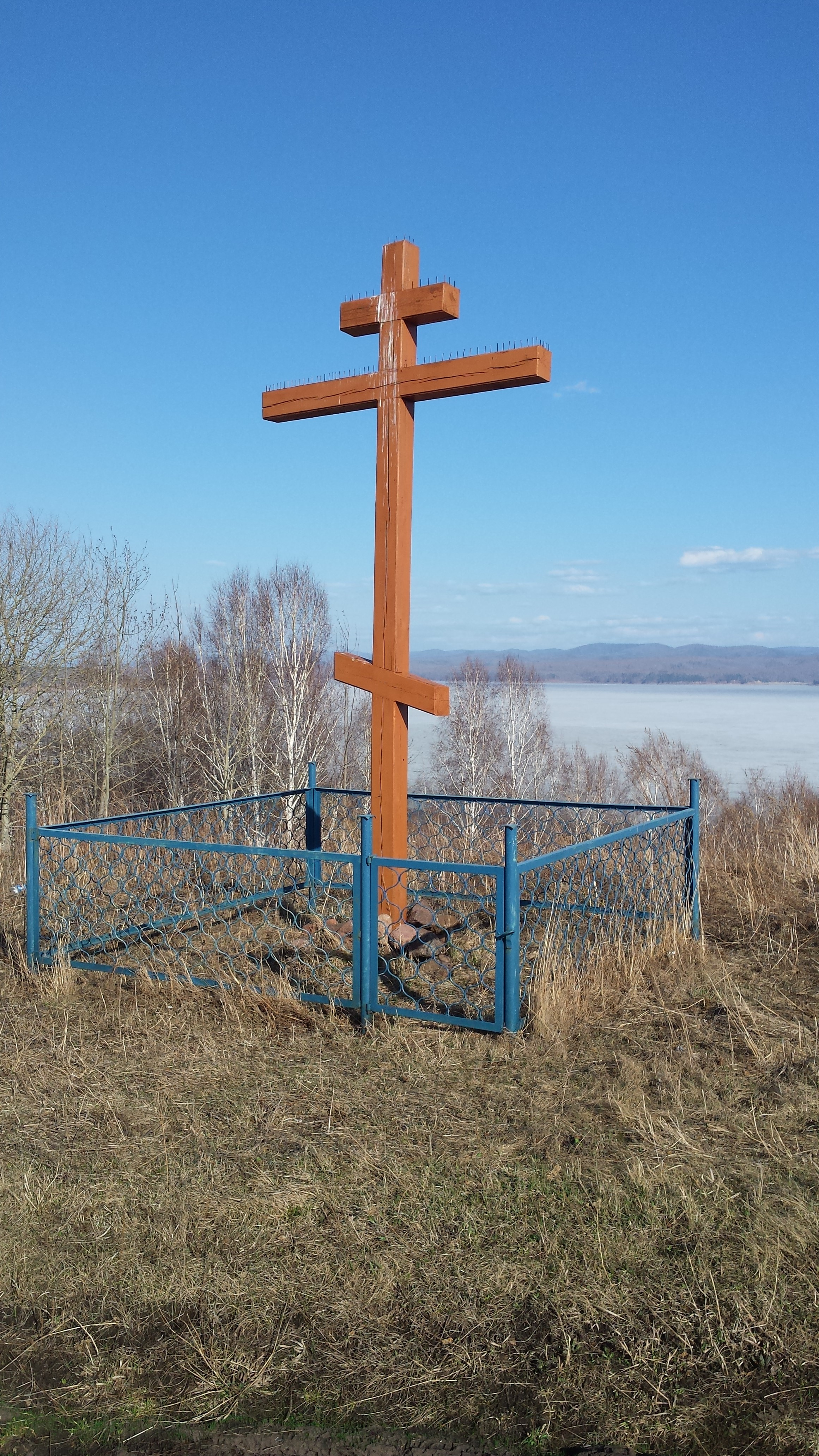
Памятный крест в Приморске

## Известные люди
- Алексей Тимофеевич Черкасов — советский писатель-прозаик,
- Иван Андреевич Борисевич — герой Советского Союза,
- Владислав Яковлевич Жуковский — заслуженный артист РСФСР,
- Сергей Владимирович Сас — украинский политический деятель.